# حسگر فروسرخ غیرپاشنده
حسگر فرو سرخ غیر پاشنده
(به انگلیسی: Nondispersive infrared sensor) یا (حسگر NDIR) نمونه ای ساده از سنسورهای اسپکتروسکپی (spectroscopic) می‌باشند که به عنوان ردیاب گازها استفاده می‌شوند.

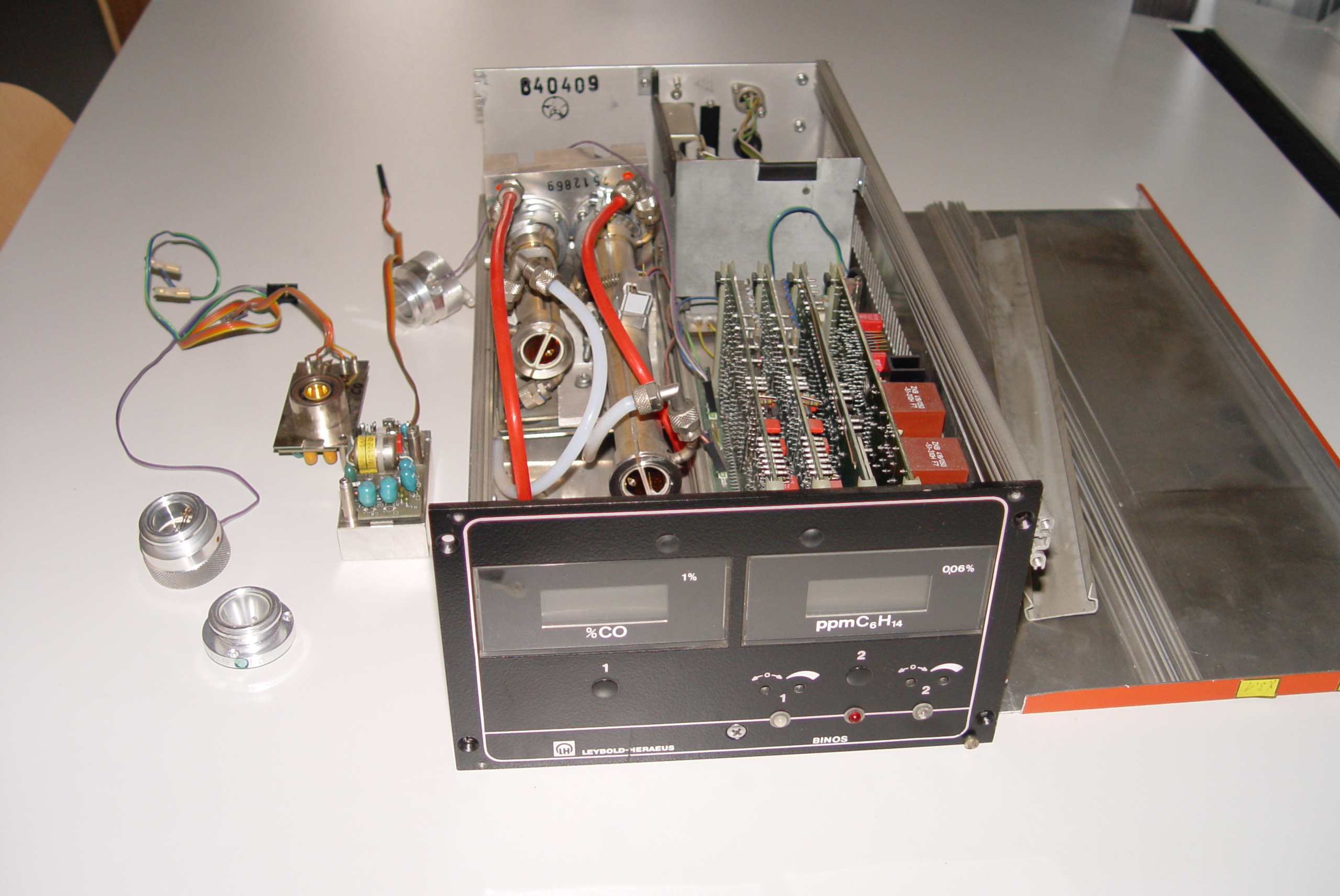
آنالایزر NDIR Leybold-Heraeus Binos 1 با دو کووت دوتایی

استریوسکوپی یا طیف‌سنجی به مطالعه رابطه بین امواج الکترومغناطیسی ساطع شده و جنس مواد گفته می‌شود که تابعی از طول موج یا فرکانس می‌باشد؛ و اطلاعات آن اغلب بر اساس طیف انتشار (emission spectrum) ارائه می‌شود.
طیف فرکانس تابش الکترومغناطیسی از تغییر سطح انرژی اتم یا مولکول‌ها بدست می‌آید. به این ترتیب که اتم/مولکول انرژی جذب شده خود با ساطع کردن امواج الکترو مغناطیس رها می‌کنند که انرژی ساطع شده هر اتم/مولکول منحصر به خودش بوده و قابل ردیابیست.

## اجزا و نحوه عملکرد
این سنسورها اغلب دارای یک منبع اینفرارد، محفظه نمونه، فیلتر نوری و صفحه جذب کننده امواج می‌باشند. با قرار دادن گاز مورد بررسی در محفظه 
نمونه‌برداری و تابش اشعه مادون قرمز به آن انرژی اتم/مولکول‌ها بالا رفته و در نتیجه با ساطع کردن امواج الکترومغناطیس این انرژی این انرژی را تخلیه می‌کنند. با بررسی صفحه جذب کننده اینفرارد که در روبروی آن تعبیه شده‌است و مقایسه آن با نور اینفرارد می‌توان میزان تراکم گاز موجود در محفظه را اندازه‌گیری اندازه‌گیری کرد.